# Queer theory
Queer theory („queer studies”, „badania queer”, „teoria odmienności”) – postmodernistyczna teoria z zakresu badań społecznych powstała na początku lat 90. XX wieku w ramach kulturoznawstwa. Stanowi składową studiów genderowych. Teoria queer odrzuca pogląd o istnieniu binarności płciowej, czyli podziału na dwie płcie.
W wąskim ujęciu badania queerowe zajmują się kwestiami społecznego rozpoznania i kategoryzacji pożądania seksualnego. W związku z tym podejmują również problemy kulturowego wytwarzania płciowych tożsamości. W szerszym ujęciu podejmują inne zagadnienia związane z innością, obcością, nienormatywnością i wykluczeniem. Korzystają przy tym zwłaszcza z ponowoczesnych nurtów filozofii Innego. W ramach queer studies analizuje się przemoc, jaką napotykają jednostki w związku z koniecznością posiadania i podtrzymywania jednoznacznej i stabilnej tożsamości płciowej/seksualnej. Bada się również strategie oporu wobec tych mechanizmów przemocy.

## Główne pojęcia i postacie
Queer Theory zawdzięcza swoje narodziny głównie studiom gejowsko-lesbijskim oraz feministycznym. Za prekursora tego nurtu uznaje się Michela Foucaulta ze względu na jego analizy obejmujące sploty dyskursów (np. medycznych, kryminologicznych) powołujących do życia określone tożsamości. Podjęcie przez Foucaulta zagadnienia formowania się pojęcia „homoseksualista” w pierwszym tomie Historii seksualności (oryg. 1976, wyd. pol. 1995) czyni z tego tekstu fundament teorii queer. Ważne są dla niej również inne pojęcia zaproponowane przez francuskiego filozofa, jak: „wiedza-władza”, czyli ścisły związek produkcji wiedzy z określoną sytuacją społeczną, zawsze obarczoną dominacją jednych grup nad innymi; oraz „biopolityka” – koncepcja filozofii politycznej, zgodnie z którą podstawą i/lub przedmiotem polityki jest biologiczne (a nie np. społeczne) życie obywateli.
Istotne dla studiów queerowych prace wydane jeszcze przed latami 90. opublikowała Gayle Rubin. Autorka występowała przeciwko całkowitemu utożsamieniu ze sobą zagadnień seksualności i płci. Proponowała ujęcia, które pokażą wzajemne zależności, ale i momenty separacji tych dwóch sfer.
Pojęcie „teoria queer” wprowadziła do dyskursu akademickiego Teresa de Lauretis w 1990 roku. Jej intencją było subwersywne przechwycenie słowa queer, które dotychczas stanowiło obraźliwe wyzwisko wobec osób homoseksualnych, i użycie tego terminu afirmująco w kontekście teorii obejmującej osoby zmarginalizowane. Queer jest dziś hasłem z założenia przyjaznym i inkluzywnym (tzw. umbrella term), z którym może się identyfikować osoba nieuznająca płciowo-seksualnych norm w żadnej formie.
Istotnym pojęciem w nurcie queer studies jest performatywność płci. Zostało ukute przez Judith Butler i znalazło oddźwięk dzięki popularności jej książki Uwikłani w płeć (oryg. 1990, wyd. pol. 2008). Perfomatywność płci oznacza proces, w ramach którego poprzez rozmaite akty (językowe, cielesne) osiągamy spójną tożsamość płciową w społecznym odbiorze. Według Butler, ponieważ nie mamy dostępu do pozajęzykowej rzeczywistości, to, co uznajemy za przedkulturowe, przedjęzykowe – jak „płeć biologiczna” – również jest współkształtowane przez język i nie może być traktowane jako neutralna podstawa tożsamości. Mechanizmy wytwarzania znaczeń płci i seksualności są, według teoretyków/czek queer, zazwyczaj heteronormatywne, a więc uznające heteroseksualność za najlepszą i najbardziej naturalną formę seksualności. Założenie o heteronormatywności wyraża się poprzez pojęcia „obowiązkowego heteroseksualizmu” (Adrienne Rich) oraz „matrycy heteroseksualnej” (Judith Butler).
Równolegle, w 1990 roku, ukazała się praca Eve Kosofsky-Sedgewick Epistemology of the Closet. Tytułowa metafora szafy odwołuje się do sytuacji osób homoseksualnych, które są zmuszone do milczenia na temat swojej orientacji. Autorkę interesuje to, co dzieje się już po opuszczeniu „szafy”, czyli po coming oucie. Osoby, które zdecydowały się na ten krok, mogą mówić jedynie zastanym językiem. Kosofsky-Sedgewick szuka sposobów wyłamywania się spod władzy tegoż języka, dzięki wykorzystywaniu pęknięć i luk – sprzeczności, wieloznaczności itp. zawartych w języku „tych-na-zewnątrz” szafy.
Inną rozpoznawalną w obszarze teorii queer osobą jest Jack Halberstam, którego część książek jest sygnowana imieniem Judith Halberstam. Przy urodzeniu przypisano mu płeć żeńską, natomiast akceptuje zarówno męskie, jak i żeńskie zaimki. W Przedziwnej sztuce porażki (oryg. 2011, wyd. pol. 2019) uznaje, że afirmacja porażki może być metodą oporu wobec kapitalizmu i heteronormatywności. W Gaga Feminism (2012) kreśli opis nowego podejścia do podmiotowości, norm, płci i seksualności, podając Lady Gagę za inspirację do pomyślenia feminizmu, który radykalnie odrzuciłby zafiksowanie na punkcie określonej wizji porządnego życia, stabilnej tożsamości płciowej i z góry określonych ram pokrewieństwa.
W Polsce badaniami queer zajmują się między innymi Jacek Kochanowski, Joanna Mizielińska, Błażej Warkocki, Tomasz Basiuk, Dominika Ferens, Tomasz Sikora.

## Prekursorzy i teoretycy
- Judith Butler
- David Halperin[18]
- Eve Kosofsky Sedgwick
- Michael Warner
- Annamarie Jagose[19]
- Sara Ahmed[20]